# Teela Brown
Pour les articles homonymes, voir Brown.
Teela Jandrova Brown est un personnage de l'univers de l'Anneau-Monde de Larry Niven.
Avec le Marionnettiste de Pierson Nessus, le terrien Louis Wu, dont elle parait amoureuse, et le Kzin Parleur-aux-Animaux, elle atteint l’Anneau-Monde au cours de la première expédition sur ce dernier.
Après avoir rencontreé Chercheur, un natif de ce monde, elle decidera de laisser ses compagnons rentrer sans elle afin de vivre aux côtés de cet homme. Avec lui, elle traversera de nombreux territoires, et ils finiront par découvrir l’Arbre-de-vie. Cédant au parfum de sa racine, enivrant pour les géniteurs homonien, ils se transformeront en Protecteur Pak. Seule Teela survivra à cette mutation, Chercheur étant déjà extrêmement âgé grâce à la consommation de l’épice de longévité endémique à l’Anneau-Monde. Elle cherchera par la suite à sauver l’Anneau-Monde de sa dérive vers son étoile. Pour ce faire, elle s’entourera d’autres protecteurs. Mais c’est l’aide de Louis Wu qui sera finalement cruciale.